# برادران ناتنی
برادران ناتنی (به انگلیسی: Step Brothers) فیلمی محصول سال ۲۰۰۸ و به کارگردانی آدام مک‌کی است. در این فیلم بازیگرانی همچون ویل فرل، جان سی ریلی، ریچارد جنکینز، مری استینبرجن، آدام اسکات، کاترین هان، آندرئا سوج، راب ریگل، کن جیونگ، فیل لامار، مت والش، ست روگنجیلیان ویگمن و هوریشیو سنز ایفای نقش کرده‌اند.

## بازخوردها
برادران ناتنی در ۳٬۰۹۴ سالن به نمایش درآمد و توانست ۳۰٫۹ دلار میلیون درآمد داشته باشد. فروش فیلم نهایتاً به عدد ۱۰۰٬۴۶۸٬۷۹۳ دلار در داخل کشور رسید و در خارج از آن نیز مبلغ ۲۷٬۶۳۸٬۸۴۹ دلار فروش داشت تا در مجموع ۱۲۸٬۱۰۷٬۶۴۲ دلار فروش را تجربه کرده باشد.

### نقدها
فیلم نقدهای گوناگونی را از سوی منتقدین به خود اختصاص داد. در راتن تومیتوز به امتیاز ۵۵٪ بر اساس ۲۰۴ نقد رسید.
راجر ایبرت در خصوص فیلم می‌نویسد: «از کی تا به حال کمدی‌ها اینقدر پست گشته‌اند؟ برادران ناتنی می‌تواند اوقات مفرحی را در سینما برای مخاطب ایجاد کند اما وقتی آنجا را ترک کردم، کمی احساس سردرگمی داشتم».